# Miss USA 2007
Miss USA 2007 è la cinquantaseiesima edizione del concorso di bellezza Miss USA, e si è svolto presso il Kodak Theatre di Los Angeles, California il 23 marzo 2007. Vincitrice del concorso alla fine dell'evento è risultata Rachel Smith del Tennessee.

## Risultati

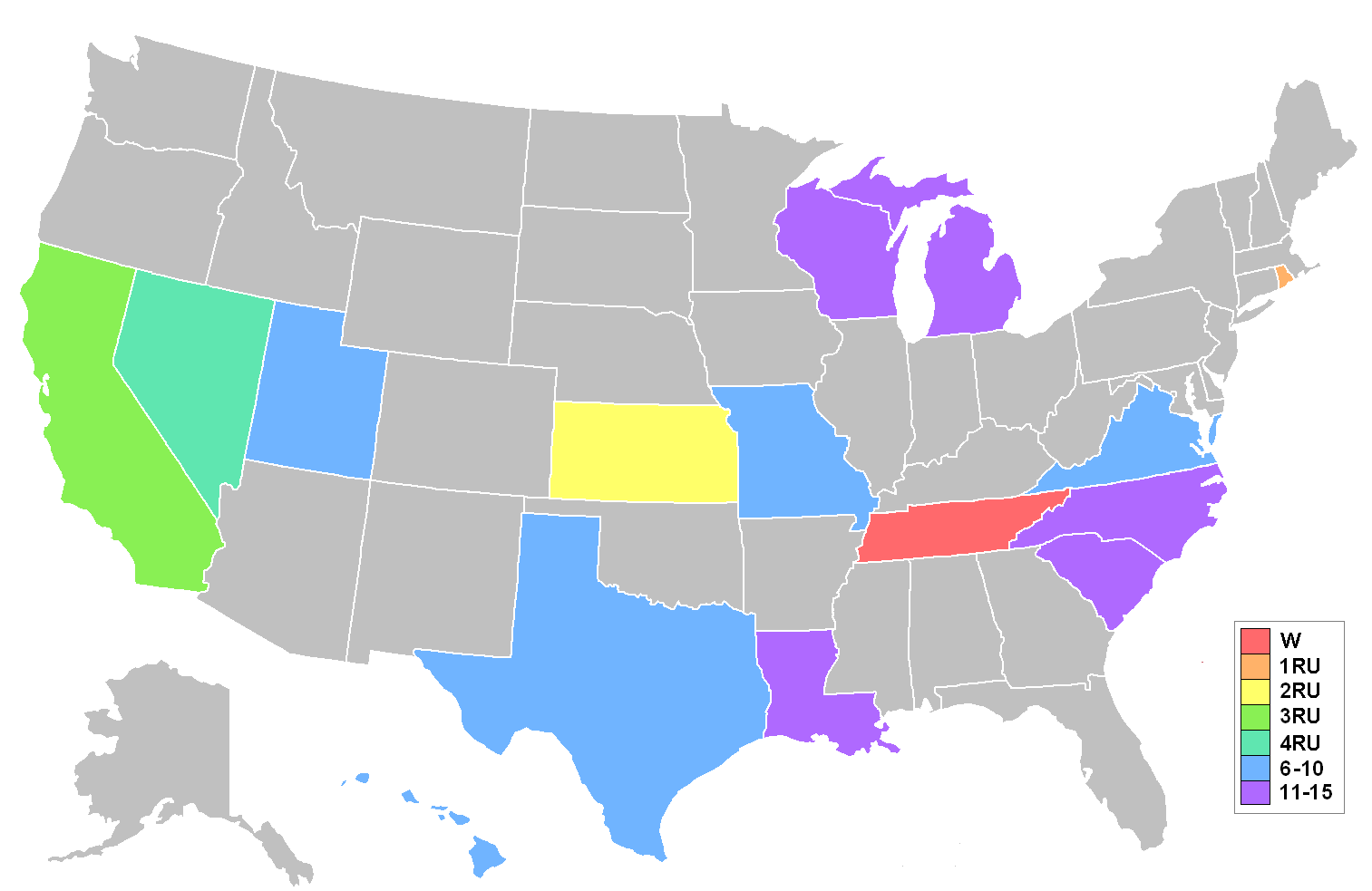
La mappa mostra i piazzamenti per stato.

### Piazzamenti
| Risultato finale | Concorrente |
| ---------------- | --- |
| Miss USA 2007    | - Tennessee - Rachel Smith |
| 2ª classificata  | - Rhode Island - Danielle Lacourse |
| 3ª classificata  | - Kansas - Cara Gorges |
| 4ª classificata  | - California - Meagan Tandy |
| 5ª classificata  | - Nevada - Helen Salas |
| Top 10           | - Virginia - Lauren Barnette - Utah - Heather Anderson - Hawaii - Chanel Wise - Texas - Magen Ellis - Missouri - Amber Seyer                               |
| Top 15           | - Carolina del Sud - Ashley Zais - Louisiana - Elizabeth McNulty - Wisconsin - Caitlin Morrall - Michigan - Kelly Best - Carolina del Nord - Erin O'Kelley |

### Riconoscimenti speciali
| Riconoscimento    | Concorrente                   |
| ----------------- | ----------------------------- |
| Miss Congeniality | - Montana - Stephanie Trudeau |
| Miss Photogenic   | - Alabama - Rebecca Moore     |

## Concorrenti
- Alabama - Rebecca Moore
- Alaska - Blair Chenoweth
- Arizona - Courtney Barnas[3]
- Arkansas - Kelly George[4]
- California - Meagan Tandy
- Carolina del Nord - Erin O'Kelley
- Carolina del Sud - Ashley Zais
- Colorado - Keena Bonella[5]
- Connecticut - Melanie Mudry
- Dakota del Nord - Rachel Mathson[6]
- Dakota del Sud - Suzie Heffernan
- Delaware - Nicole Bosso[7]
- Distretto di Columbia - Mercedes Lindsay
- Florida - Jenna Edwards
- Georgia - Brittany Swann
- Hawaii - Chanel Wise
- Idaho - Amanda Rammell[8]
- Illinois - Mia Heaston
- Indiana - Jami Stallings[9]
- Iowa - Dani Reeves
- Kansas - Cara Gorges[10]
- Kentucky - Michelle Banzer
- Louisiana - Elizabeth McNulty
- Maine - Erin Good
- Maryland - Michaé Holloman
- Massachusetts - Despina Delios
- Michigan - Kelly Best
- Minnesota - Alla Ilushka
- Mississippi - Jalin Wood
- Missouri - Amber Seyer
- Montana - Stephanie Trudeau
- Nebraska - Geneice Wilcher
- Nevada - Helen Salas
- New Hampshire - Laura Silva
- New Jersey - Erin Abrahamson
- New York - Gloria Almonte
- Nuovo Messico - Casey Messer
- Ohio - Anna Melomud[11]
- Oklahoma - Caitlin Simmons
- Oregon - Sharitha McKenzie[12]
- Pennsylvania - Samantha Johnson
- Rhode Island - Danielle Lacourse[13]
- Tennessee - Rachel Smith
- Texas - Magen Ellis
- Utah - Heather Anderson
- Vermont - Jessica Comolli
- Virginia - Lauren Barnette
- Virginia Occidentale - Kasey Montgomery
- Washington - LeiLani Jones
- Wisconsin - Caitlin Morrall
- Wyoming - Robyn Johnson

## Giudici
- Jonathan Antin
- Dr. Jerry Buss
- Giuliana DePandi
- Vanessa Minnillo
- Kimora Lee Simmons
- Jerry Springer
- Vince Young
- Corinne Nicolas